# Muzyka rozrywkowa
Muzyka rozrywkowa – pojęcie określające wszystkie gatunki muzyczne, które posiadają szeroki odbiór publiczny i są zazwyczaj dystrybuowane oraz promowane w obrębie przemysłu muzycznego. Muzyka rozrywkowa pod względem dostępności i rozpowszechniania stoi w opozycji wobec muzyki poważnej czy ludowej, które z natury rzeczy kierowane są do relatywnie nielicznych społeczności (np. kręgi akademickie, ludność lokalna). Muzyka rozrywkowa bywa mylnie utożsamiana z muzyką pop; muzyka rozrywkowa to szerokie pojęcie, obejmujące wszelkie gatunki muzyki trafiające w gusta różnorodnej publiczności, zaś określenie „muzyka pop” odnosi się do konkretnego gatunku muzycznego.
Jeden ze sposobów klasyfikacji muzyki proponuje Philip Tagg. Opracował on trójkąt aksjomatyczny, na którego wierzchołkach znajdują się trzy rodzaje muzyki: muzyka rozrywkowa (popular music), muzyka poważna (art music) i muzyka ludowa (folk music). Muzyka rozrywkowa w tym podziale ma następujące cechy wspólne z poważną: jest tworzona i wykonywana głównie przez profesjonalistów i ma nieanonimowe autorstwo. Z muzyką ludową łączy ją tylko brak rozbudowanej teorii, w tym estetyki. Cechy typowe wyłącznie dla muzyki rozrywkowej to: masowa dystrybucja, główny sposób utrwalania i dystrybucji – nagrania (a nie notacja muzyczna czy przekaz ustny), typ społeczności, z którą jest związana – przemysłowy (a nie ziemiańsko-przemysłowy czy nomadyczno-ziemiański), sposób finansowania we współczesnym świecie – wolnorynkowy (a nie pozagospodarczy czy publiczny). W odróżnieniu od muzyki poważnej, niektóre parametry muzyki trudne do zapisania w notacji muzycznej, takie jak brzmienie, tembr i in., są w muzyce rozrywkowej uważane za ważniejsze niż w muzyce poważnej.
Muzykę rozrywkową charakteryzuje ludyczność, spontaniczność i swoboda interpretacji. W zasadzie można ją podzielić na kilka nurtów:
- muzyka pop
- muzyka country
- muzyka rockowa i pochodne
- elektroniczna muzyka taneczna/muzyka klubowa
- rap
- blues, soul i pochodne
- ska
- reggae
- jazz
- muzyka latynoska: samba, salsa itp.
- folk, world music, czyli „rozrywkowe” adaptacje motywów etnicznych z różnych miejsc świata, np. rozrywkowa muzyka hinduska, arabska, irlandzka itp.

Dzielenie muzyki rozrywkowej na nurty jest trudne z uwagi na to, że te stale się ze sobą przenikają i powstaje wiele utworów, które trudno jest jednoznacznie zaklasyfikować. Ponadto podziały te nieustannie ewoluują, gdyż powstają coraz to nowsze style muzyczne. Nazewnictwo nurtów nie jest jednoznacznie ustalone i istnieje wiele różnych jego form, powstałych w oparciu o różne kryteria. Np. jeden ze sprzedawców internetowych płyt z muzyką rozrywkową amazon.com stosuje następujący podział, podyktowany głównie preferencjami potencjalnych nabywców:
- pop
- rock
- country
- dance & electronic (do którego jest zaliczana cała elektroniczna muzyka taneczna, w tym ambient i pochodne)
- R&B and soul
- rap
- hard rock i metal
- jazz
- easy listening
- world & folk, czyli muzyka etniczna łącznie z muzyką latynoską
- reggae
- blues